# Antonio Scarpa
Antonio Scarpa, född 9 maj 1752 i Motta di Livenza i Treviso, död 31 oktober 1832 i Pavia, var en italiensk anatom och kirurg.
Scarpa var 1772–1780 anatomie professor i Modena och innehade 1784–1812 motsvarande befattning i Pavia. Han verkade reformerande vid båda dessa universitet och 1804 utnämnde Napoleon I honom till sin förste livmedikus. Scarpa invaldes 1821 som utländsk ledamot av Vetenskapsakademien i Stockholm. En upplaga av hans samlade arbeten utgavs av Pietro Vannoni 1836–1839 i tre band.